# 中鱷屬
中鱷屬（學名：Mesosuchus）是種已滅絕雙孔亞綱爬行動物，是種原始喙頭龍目動物，生存於三疊紀中期的南非。
正模標本（編號SAM 5882）是一個部分身體骨骼，另外發現多個副模標本（編號6046、SAM 6536、SAM 7416、SAM 7701）。化石發現於南非開普省東部卡魯盆地的波弗特群（Beaufort Group），屬於犬頜獸集合帶（Assemblage Zone），地質年代為三疊紀中期的安尼西階。模式種是M. browni，是在1912年由英國古生物學家David Meredith Seares Watson所敘述、命名。